# Delirious Nomad
Delirious Nomad è il secondo album in studio del gruppo musicale statunitense Armored Saint, pubblicato nel 1985.

## Tracce
1. Long Before I Die – 2:47
2. Nervous Man – 4:01
3. Over The Edge – 4:51
4. The Laugh – 4:21
5. Conqueror – 4:28
6. For the Sake of Heaviness – 4:23
7. Aftermath – 5:31
8. In the Hole – 3:50
9. You're Never Alone – 4:37
10. Released – 3:05

## Formazione
- John Bush -  voce
- David Prichard -  chitarra
- Phil Sandoval -  chitarra
- Joey Vera -  basso
- Gonzo Sandoval - batteria